# .cd
.cd е интернет домейн от първо ниво за Демократична република Конго. Създаден е през 1997, за да замени .zr (Заир), който е изваден от употреба и изтрит през 2001. Администрира се от Interpoint SARL.